# كلية الجراحين الأمريكية
كلية الجراحين الأمريكية (بالإنجليزية: American College of Surgeons)‏ هي رابطة تعليمية خاصة بالجراحين مقرها مدينة شيكاغو بولاية إلينوي. أُسست سنة 1912 «لتحسين جودة الرعاية المقدمة إلى المريض الجراحي عن طريق وضع معايير عالية للتعليم والممارسة الجراحيين»، ويحصل على عضويتها الجراحون بغض النظر عن جنسياتهم، بعد استيفاء عدد من المؤهلات التي لا بد منها.

## وصلات خارجية
- الموقع الرسمي